# Lucius III.

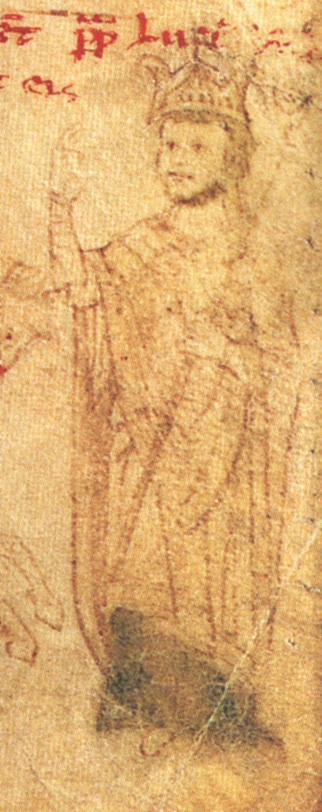
Lucius III. – Abbildung aus dem Liber ad honorem Augusti des Petrus de Ebulo, 1196

Lucius III. (ursprünglich Ubaldo Allucingoli; * 1097 (?) in Lucca; † 25. November 1185 in Verona) war vom 1. September 1181 bis zu seinem Tode Papst.

## Leben
Lucius wurde bereits 1141 von Papst Innozenz II. zum Kardinalpriester von Santa Prassede, 1159 zum Kardinalbischof von Ostia ernannt. Bereits 1138 war er zum Kardinaldiakon von Sant’Adriano ernannt worden. Lucius zählte zu den engsten Vertrauten seines Vorgängers Alexander III. In dessen Auseinandersetzung mit dem Kaiser Friedrich Barbarossa um das reiche toskanische Erbe der Markgräfin Mathilde versuchte der diplomatisch versierte Kardinal zu vermitteln. Trotz seines von verschiedenen Zeitgenossen gerühmten Gerechtigkeitssinns gelang es ihm nicht, eine für beide Seiten befriedigende Lösung zu finden. Als Legat war er 1153 am Vertrag von Konstanz beteiligt gewesen.

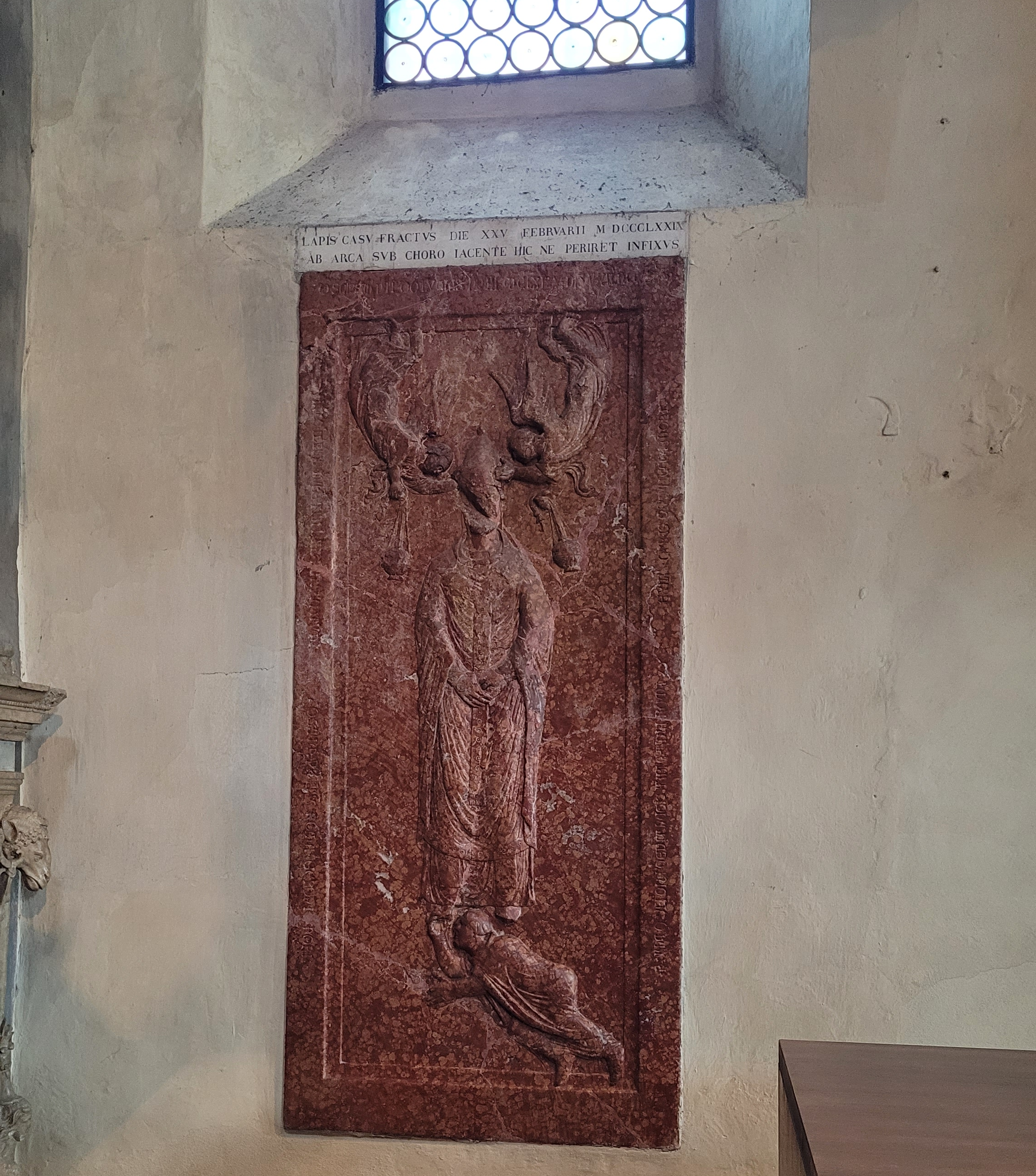
Epitaph von Papst Lucius III. im Dom zu Verona

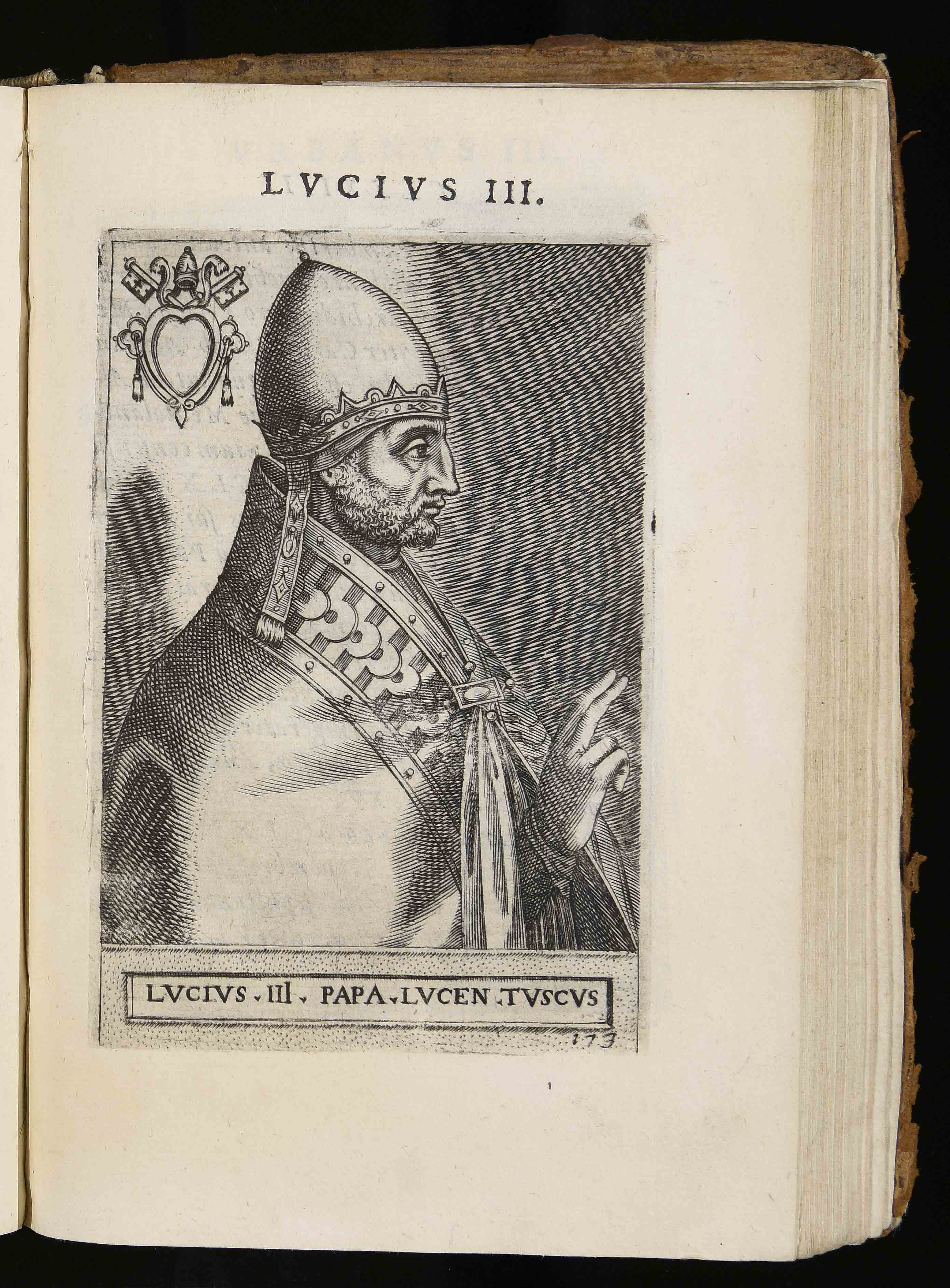
Papst Lucius III. (Darstellung in der Calcografia des Giovanni Battista Cavalieri, Pontificum Romanorum effigies, Rom 1580)

Nach seiner Wahl verweigerte Lucius, der noch unter Bernhard von Clairvaux in den Zisterzienser-Orden aufgenommen war, die üblichen Geldzuwendungen an die Bevölkerung von Rom. Bedingt auch durch die hieraus erwachsene Unbeliebtheit des Papstes bei den Römern, gelang es ihm nicht, sich im Lateran zu halten: seine Weihe musste in Velletri stattfinden.
Im Kampf gegen die römische Stadtregierung rief Lucius III. den Erzbischof von Mainz, Christian I. von Buch zur Hilfe, der auch tatsächlich versuchte, dem Papst beizustehen. Diese Unterstützung nahm aber mit dem plötzlichen Tod des Erzbischofs im Jahre 1183 ein Ende. In dieser Notlage wandte sich Lucius III. an den Kaiser, mit dem er 1184 in Verona zusammentraf.
Trotz seiner politisch nicht einfachen Situation gab Lucius dem Kaiser keineswegs in allen Verhandlungspunkten nach. Immerhin verständigte man sich auf ein baldiges Vorgehen gegen die Ketzerei. Auch ein weiterer Kreuzzug wurde in Aussicht genommen. Dagegen verweigerte der Papst die Krönung des Thronfolgers Heinrich zum Mitkaiser.
Im Oktober 1184 veröffentlichte Lucius III. auf dem Konzil von Verona seine Dekretale Ad Abolendam, die als bedeutender Schritt für die Herausbildung der Inquisition gilt.
Ungeachtet der teilweisen Einigung kam es nicht mehr dazu, dass die kaiserliche Macht zu Lucius’ Gunsten in Rom intervenierte. Lucius III. starb in Verona und wurde im dortigen Dom beigesetzt.
Eine Folge seiner Herrschaft war die Aufstockung des Kardinalskollegiums von 27 auf 32 Mitglieder.